# Арабський кінь
Ара́бський кінь — стародавня порода верхових коней; виведена в центральних районах Аравійського півострова. Арабський кінь є одним з найбільш упізнаваних порід у світі, завдяки характерній формі голови та поставі хвоста.

## Характеристики породи

### Проміри
Арабські коні відзначаються гармонійністю форм, невибагливістю та витривалістю. Мають правильну, щільну, суху форму; зокрема — красива, витончена, квадратна в лобі, зі злегка увігнутим переніссям голова, широкий лоб, великі очі, великі ніздрі, довга вигнута шия, округлений тулуб, довгий і прямий круп з високо поставленим хвостом. Коні невеликі, зріст у холці в середньому у жеребців 153,4 см, у кобил — 150,6 см. Обхват грудей у жеребців 178,9 см, у кобил — 172,9 см. Обхват п'ястка у жеребців 19,9 см, у кобил — 18,4 см.

### Масть
Масті — в основному сіра, часто зустрічається гніда і руда, рідше ворона. Також зустрічаються нетипові, але описані відтінки перерахованих мастей (такі як каракова, руда з освітленим захисним волоссям, ігренева, бура, ворона в засмагу і т. ін.), проте такі відтінки в реєстрі можуть бути вказані лише як особливі прикмети. Білі відмітини можуть бути присутні на голові, ногах та хвості, зрідка на животі. У випадку якщо відмітини переходять на тулуб та займають більшу площу за відмітини голови і ніг, тобто відповідають рябій або білій масті, то в обов'язковому порядку проводять експертний аналіз на відповідність білоплямистому типу депігментованих ділянок на тілі, адже інших типів відмітин в породі не може бути. Інші масті — такі як солова, булана, ізабелова, савраса, чала, чубара тощо в арабській породі не зустрічаються.

Коні арабської породи різних мастей
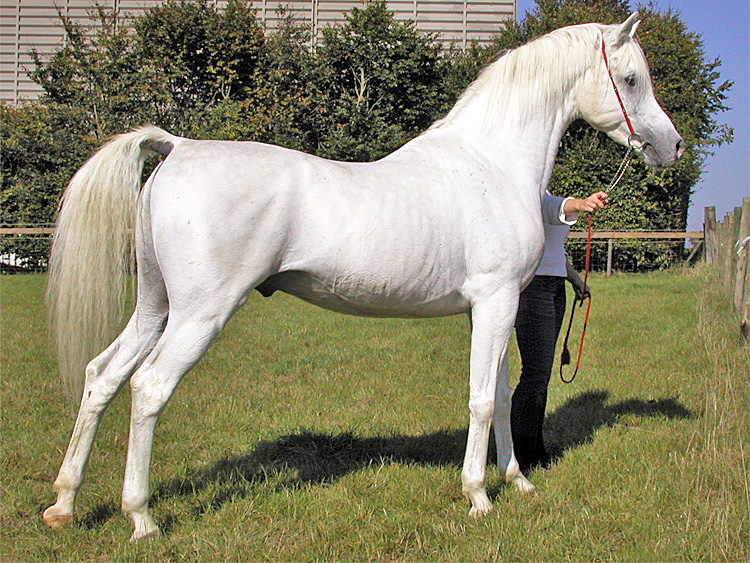
Сірої масті
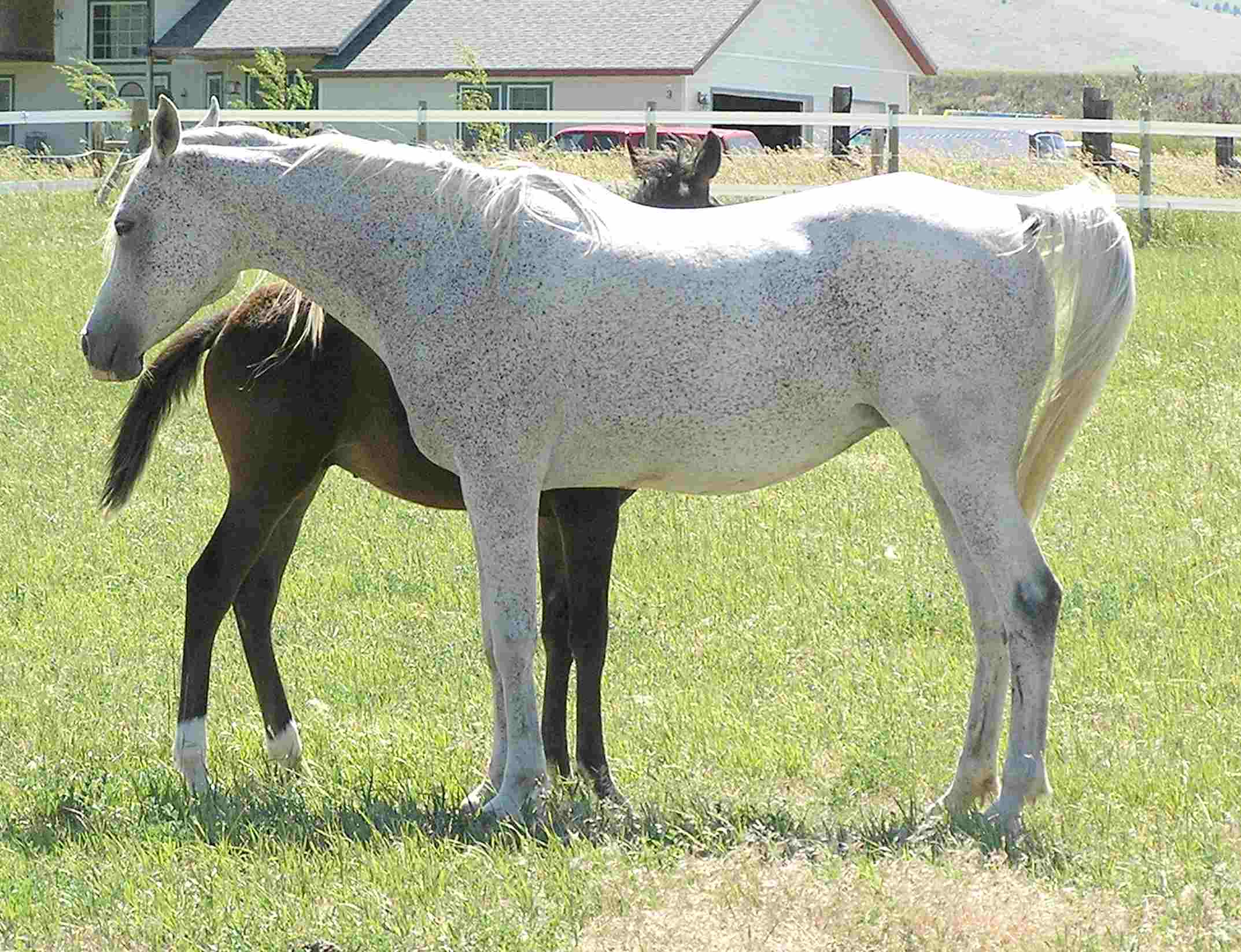
Сірої масті
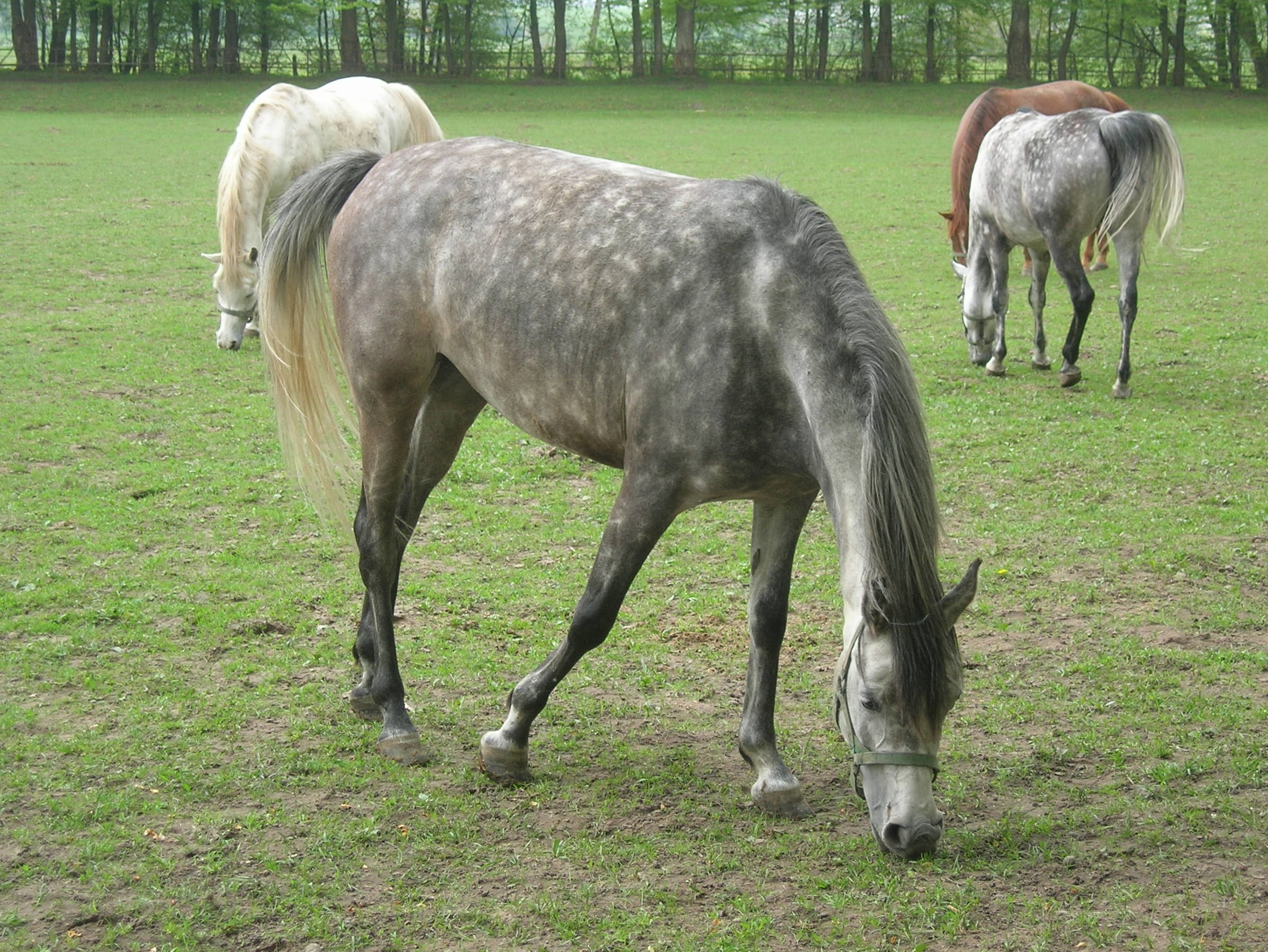
Сірої масті
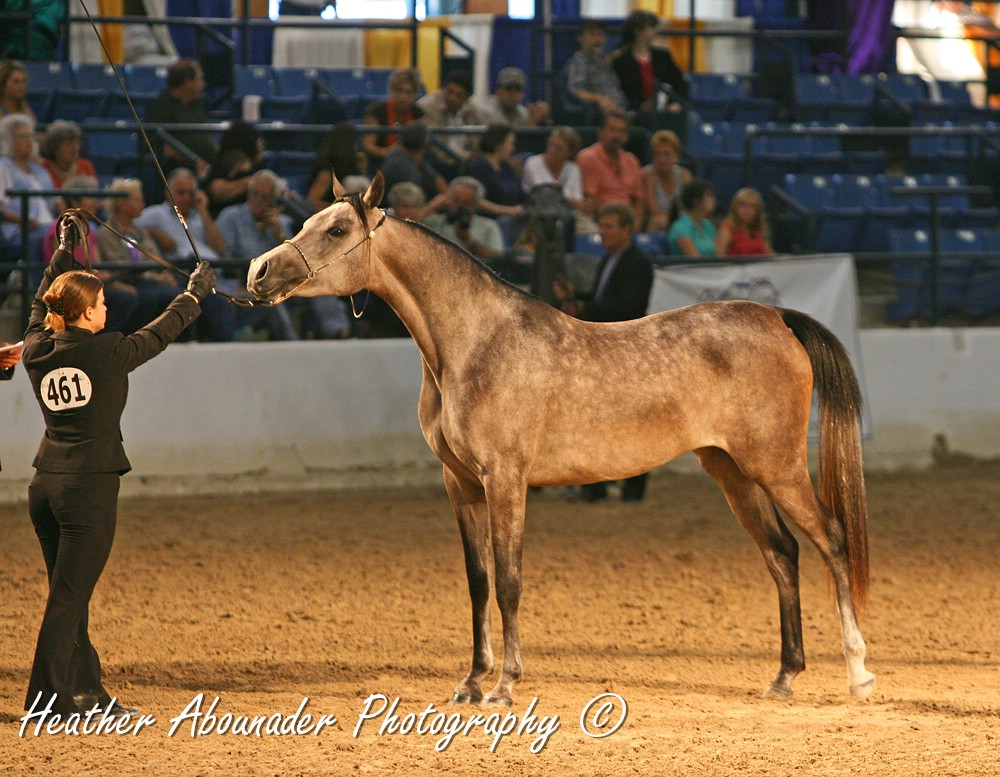
Сірої масті
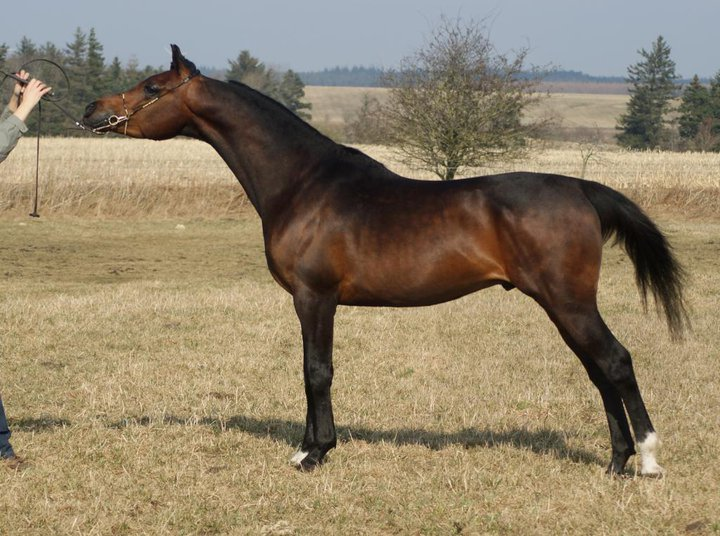
Гнідої масті
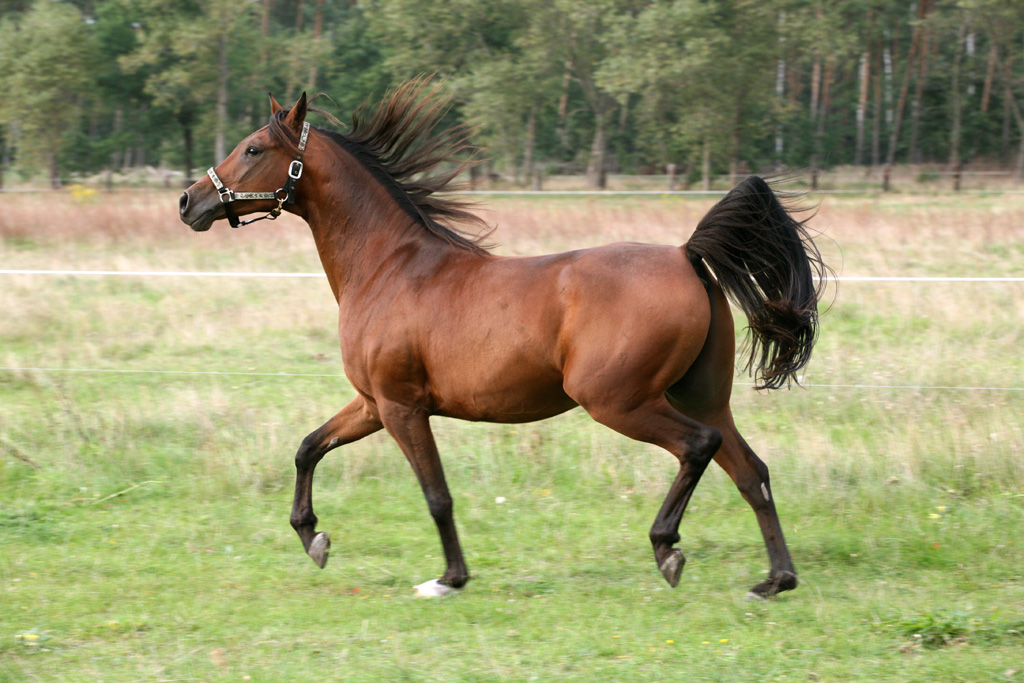
Гнідої масті
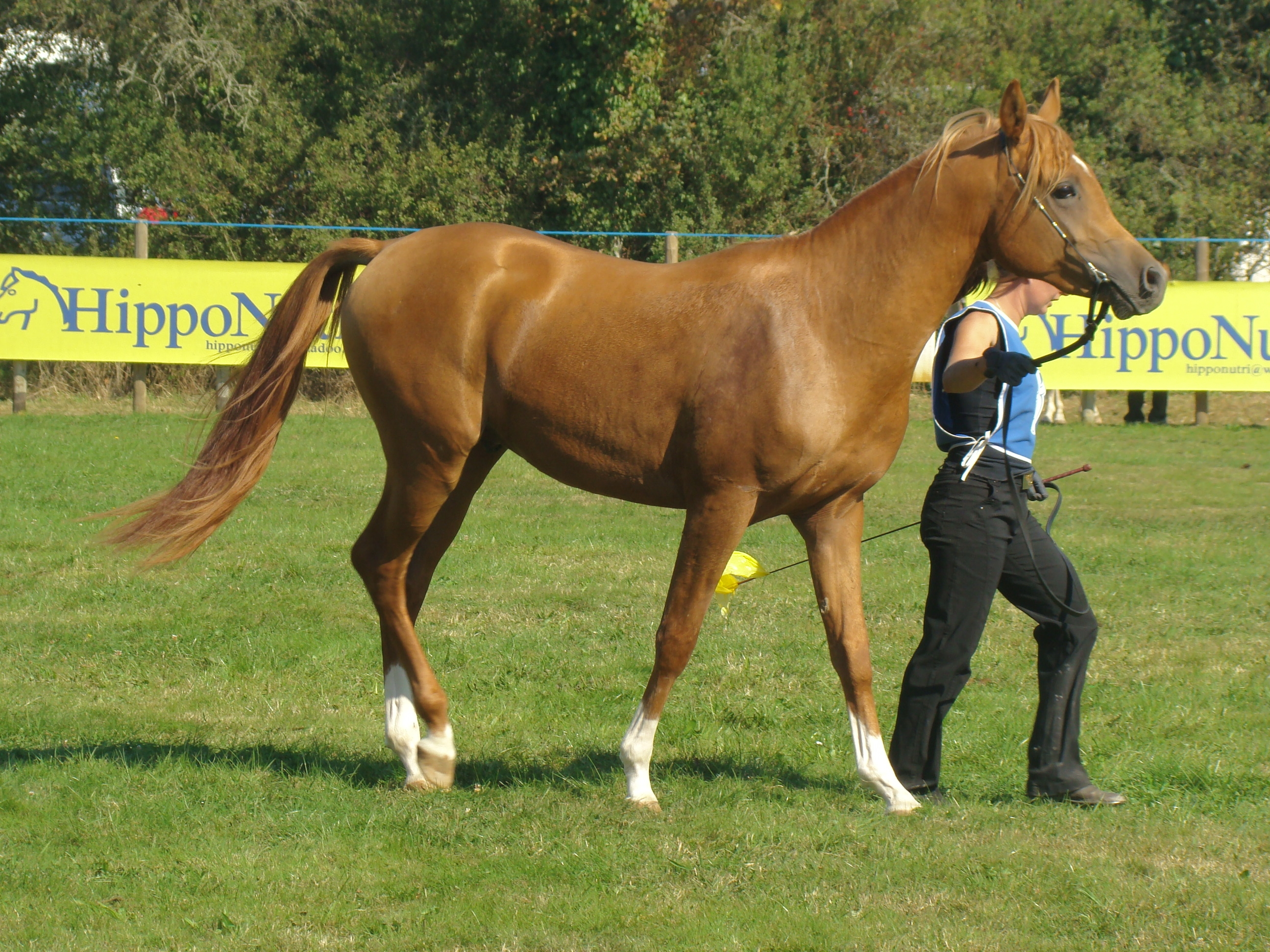
Рудої масті
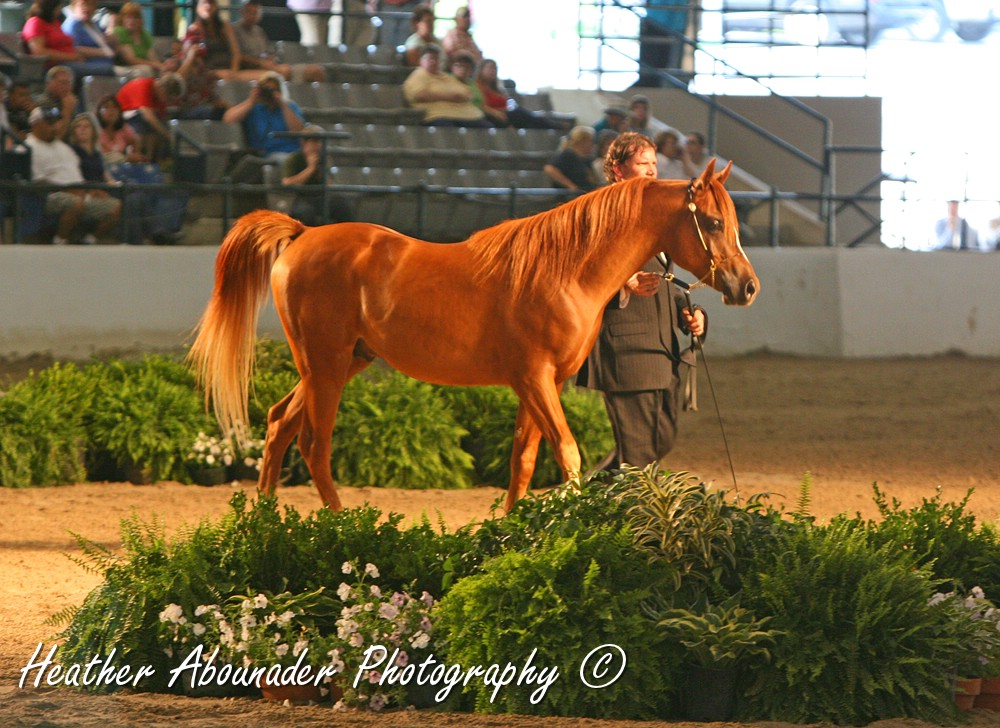
Рудої масті
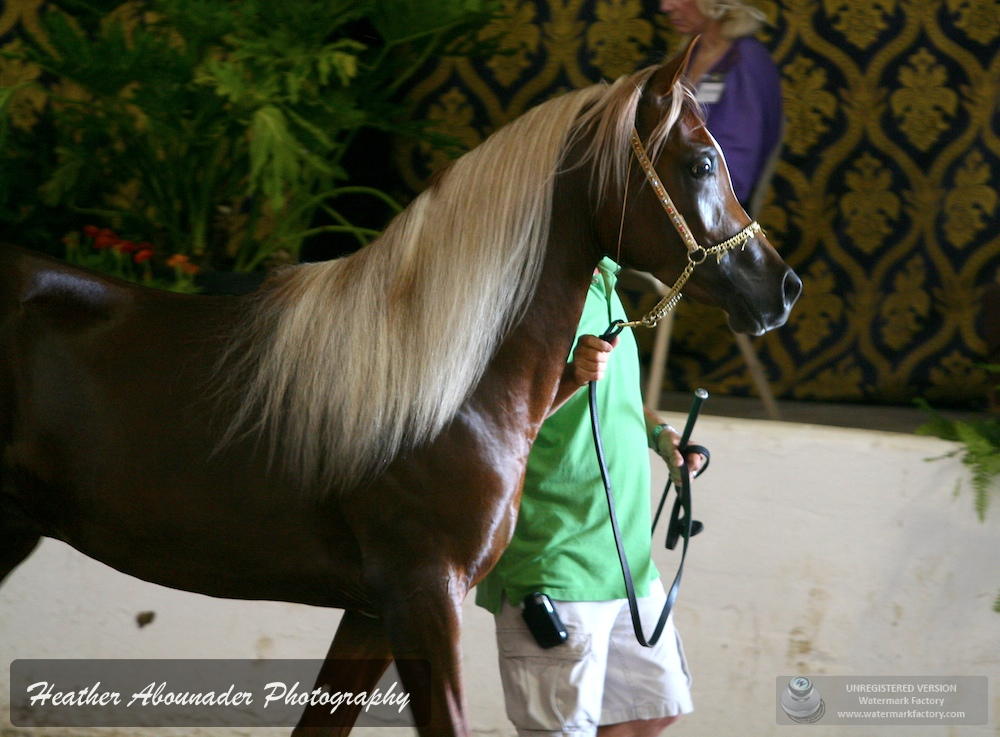
Рудої масті
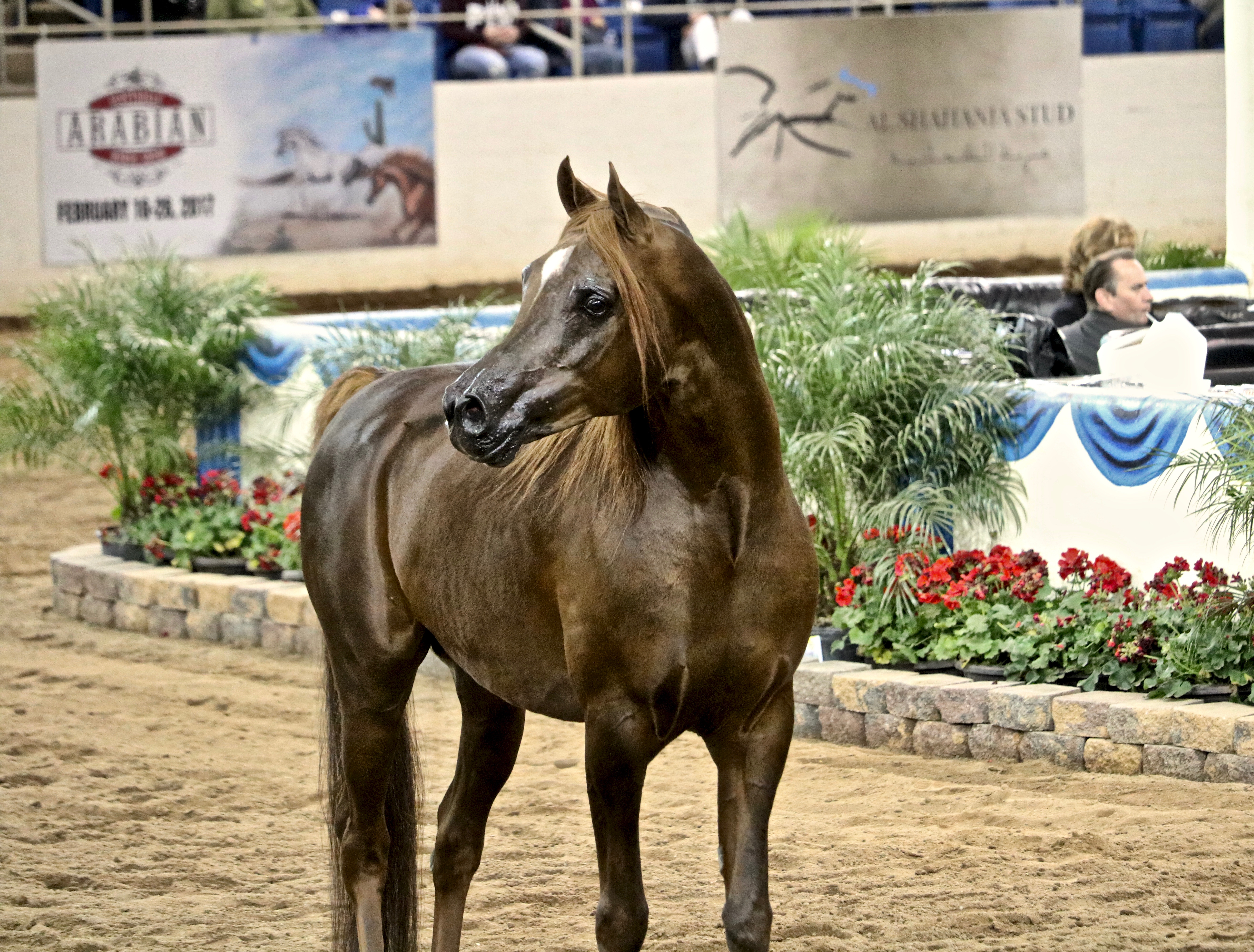
Рудої масті
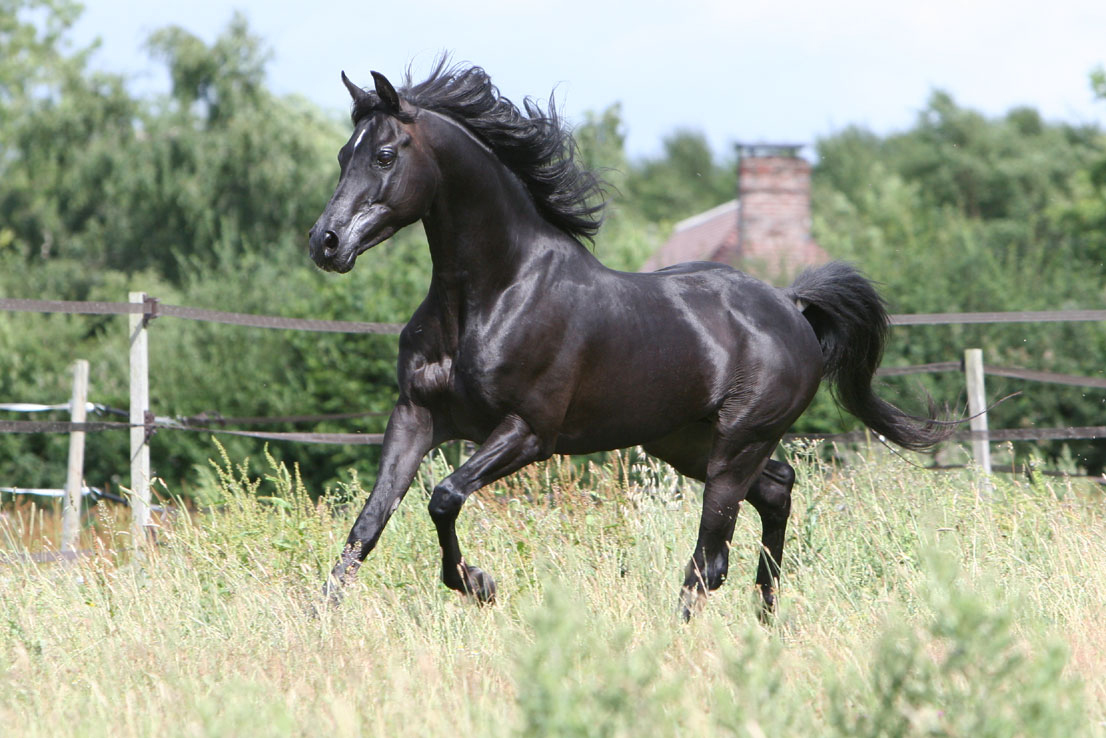
Вороної масті
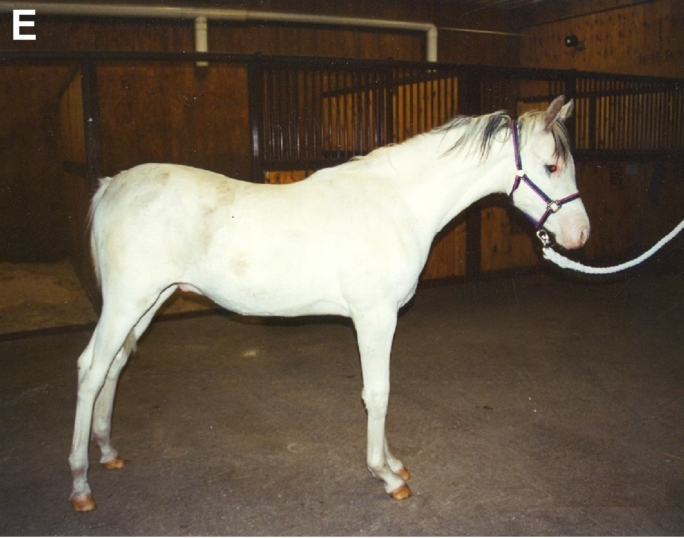
Білої масті

### Особливості
За зовнішнім виглядом і окремими особливостями будови тіла традиційно розрізняють 3 основні типи арабських коней:
- сиглаві — коні високої породності, середнього розміру, ніжної конституції, майже не використовуються в скачках, але відрізняються зовнішньою привабливістю;
- кохейлан — коні масивні, широкотілі, коротконогі, середнього розміру, мають міцну конституцію, розвинену мускулатуру, широкі груди, широкий і потужний кістяк, мають відмінну витривалість і чудово зарекомендували себе як скакуни;
- хадбан — великі коні яскраво вираженого швидкоалюрного типу, мають найменш виражені «східні» ознаки.

Арабський кінь є найбільшим довгожителем серед порід домашніх коней. Багато з представників цієї породи доживають до 30 років і старше. Кобили зберігають здатність до розмноження до глибокої старості і відрізняються високою плодовитістю.
Порода вважається універсальною, існує безліч напрямів роботи з арабським конем: пробіги, скачки, шоу, любительська верхова їзда, професійна верхова їзда, вестерн, стрибки, триборство, ліберті і багато інших.

Основні сфери застосування
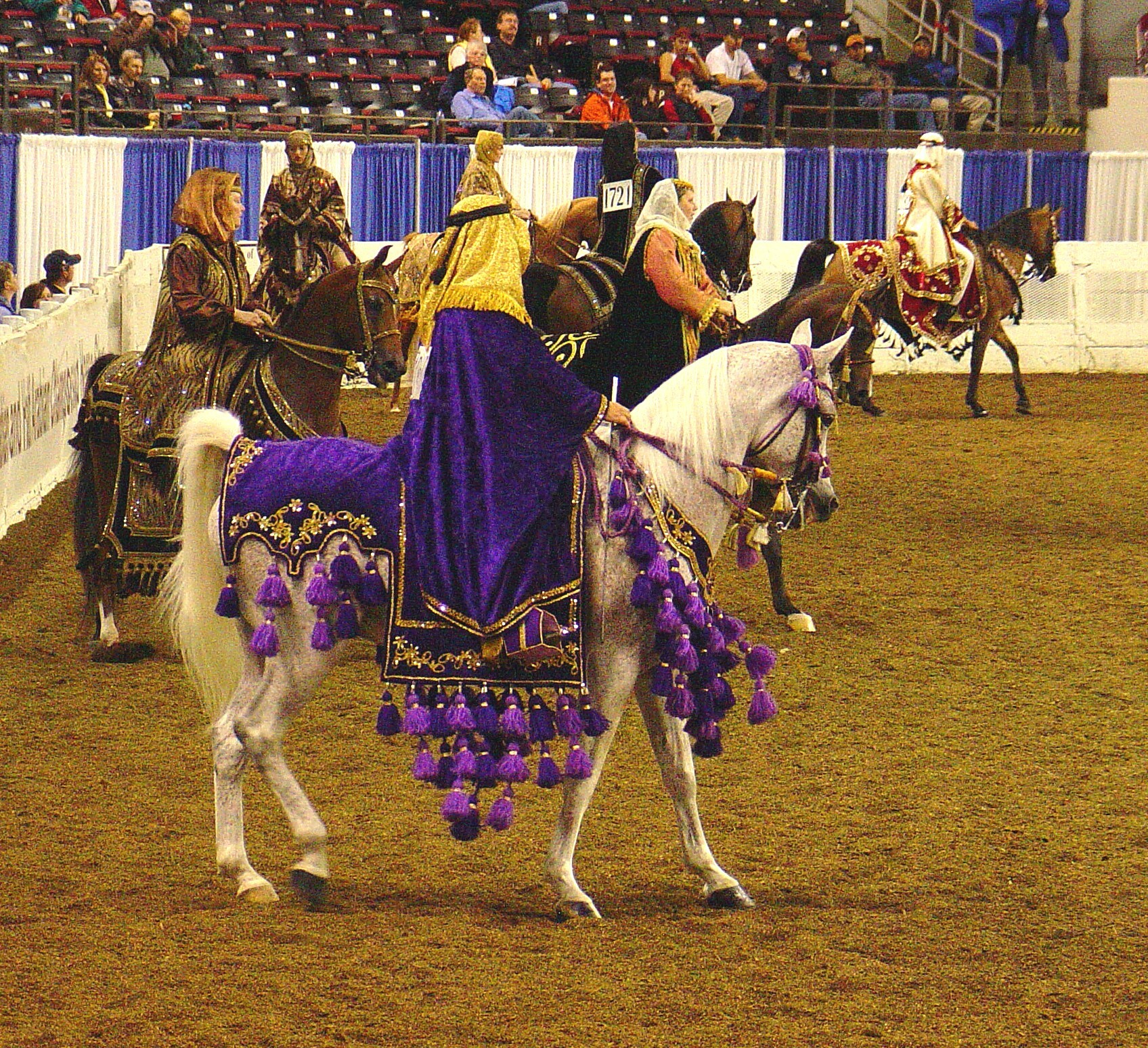
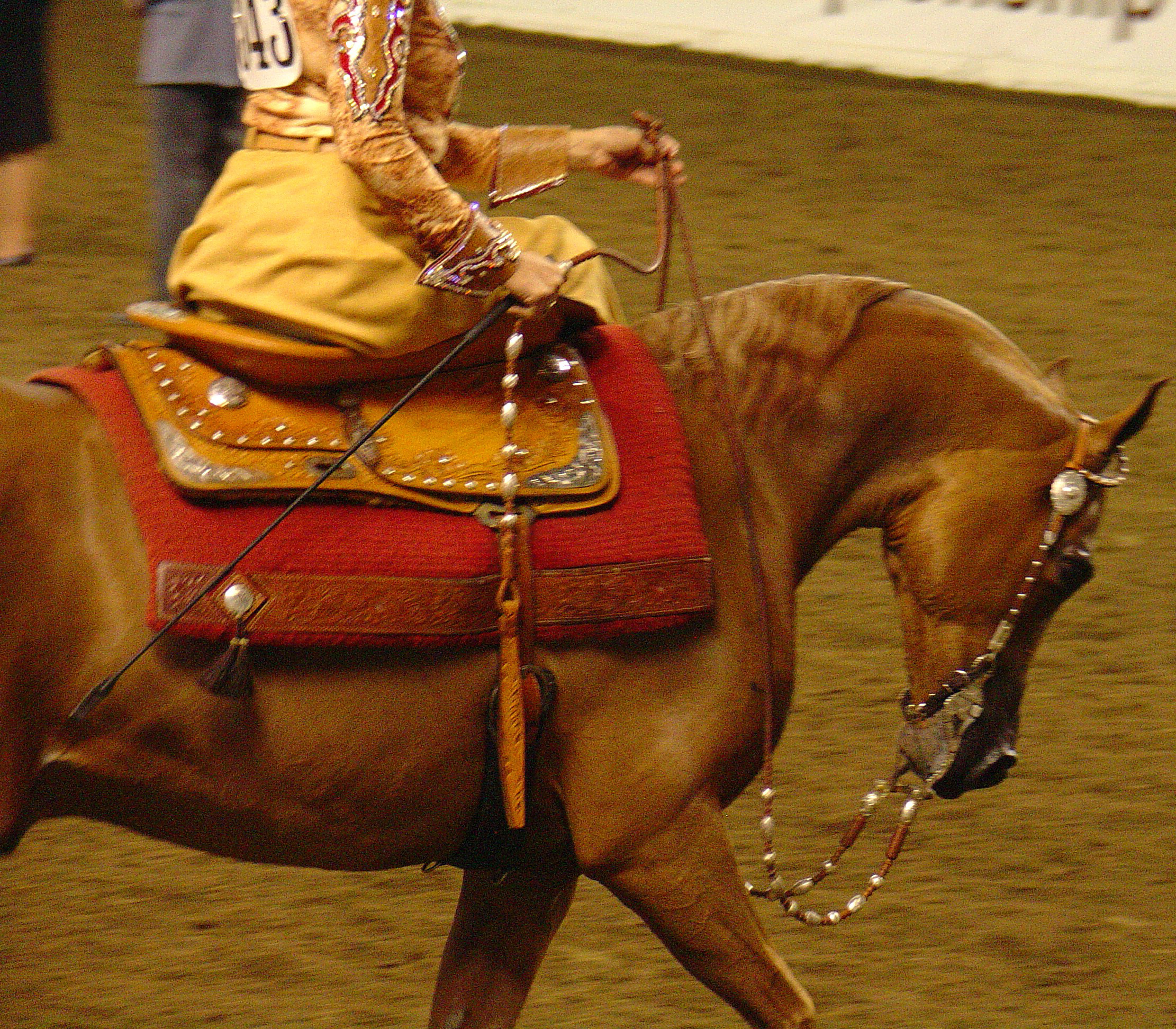
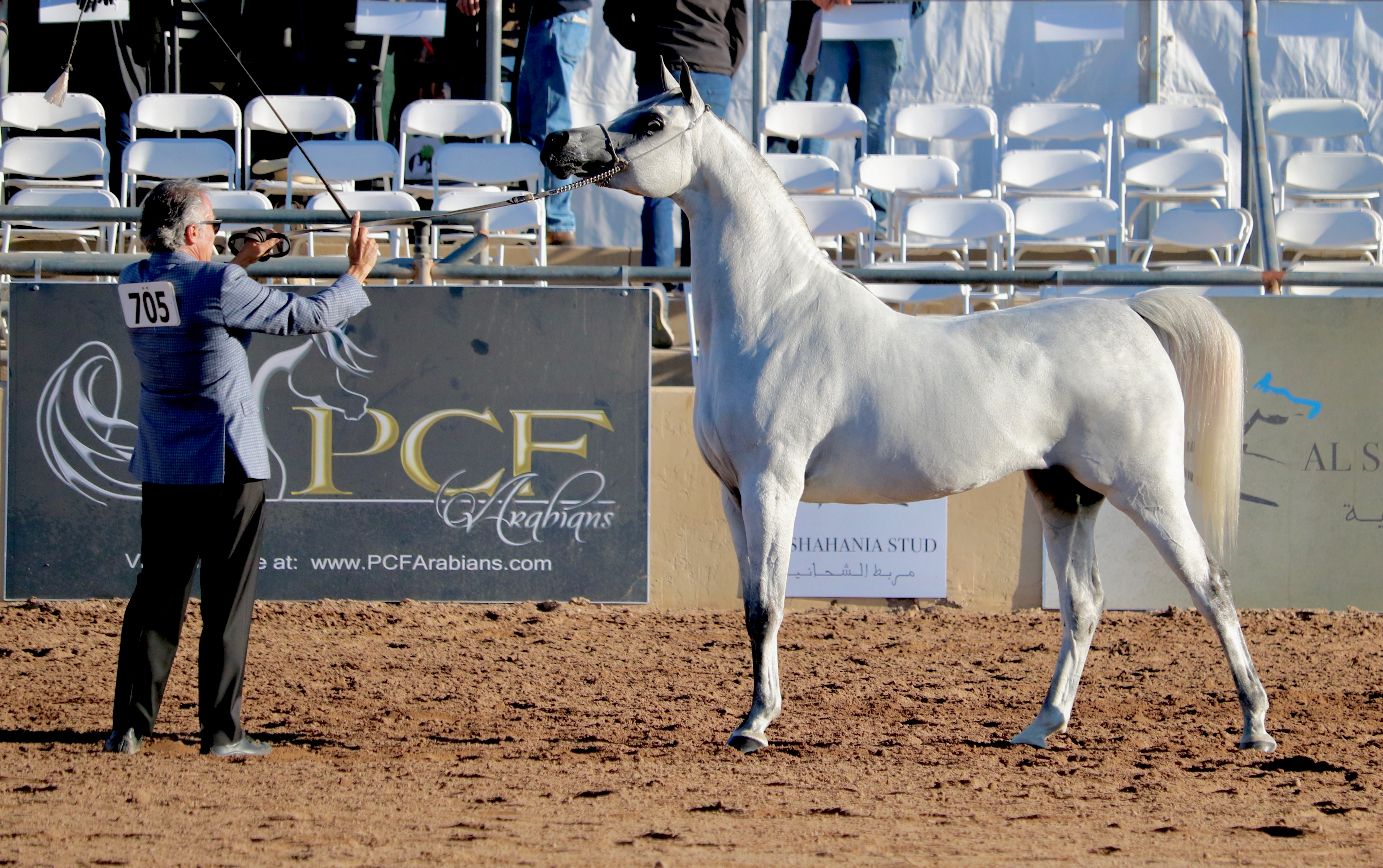
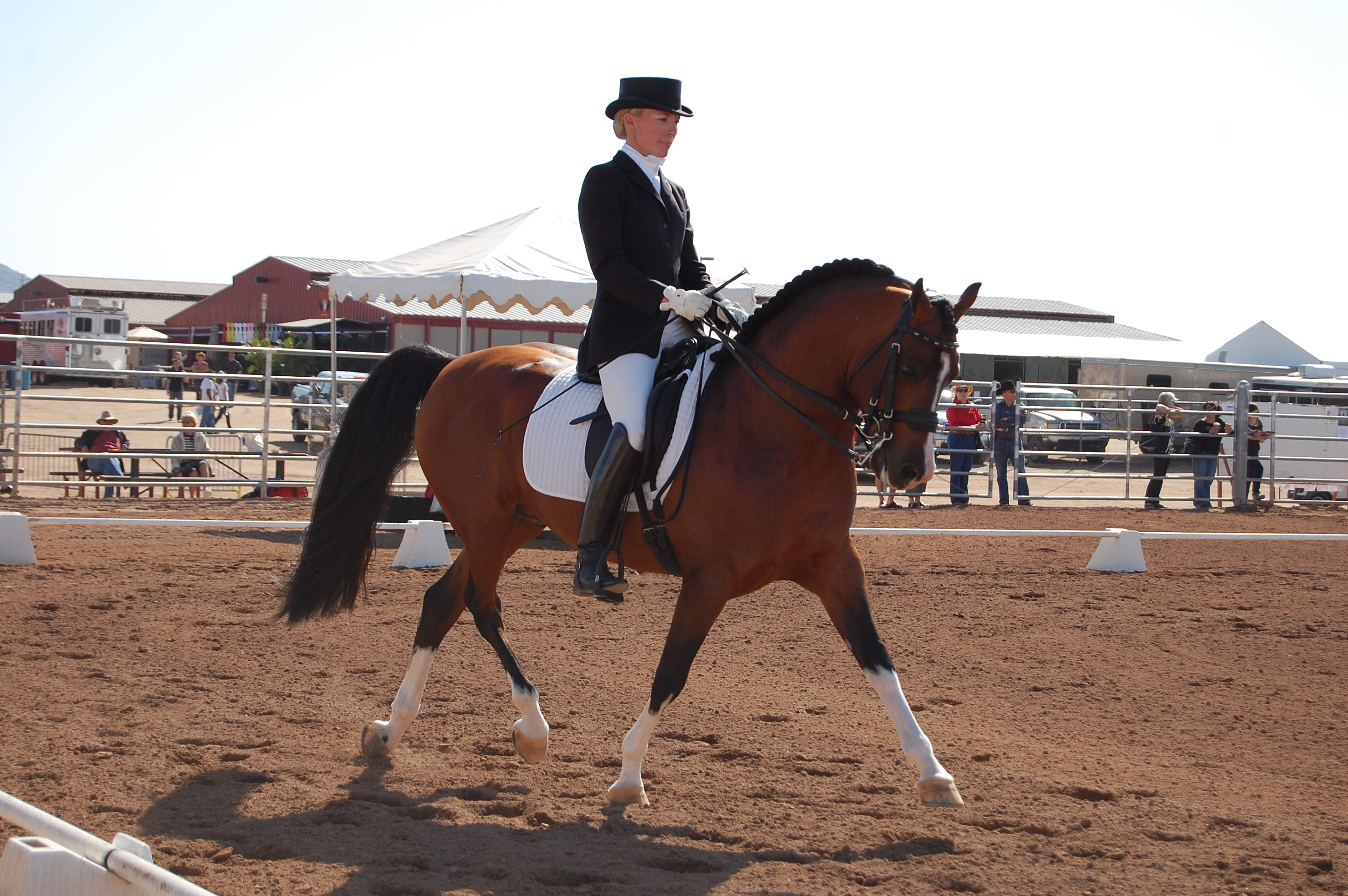
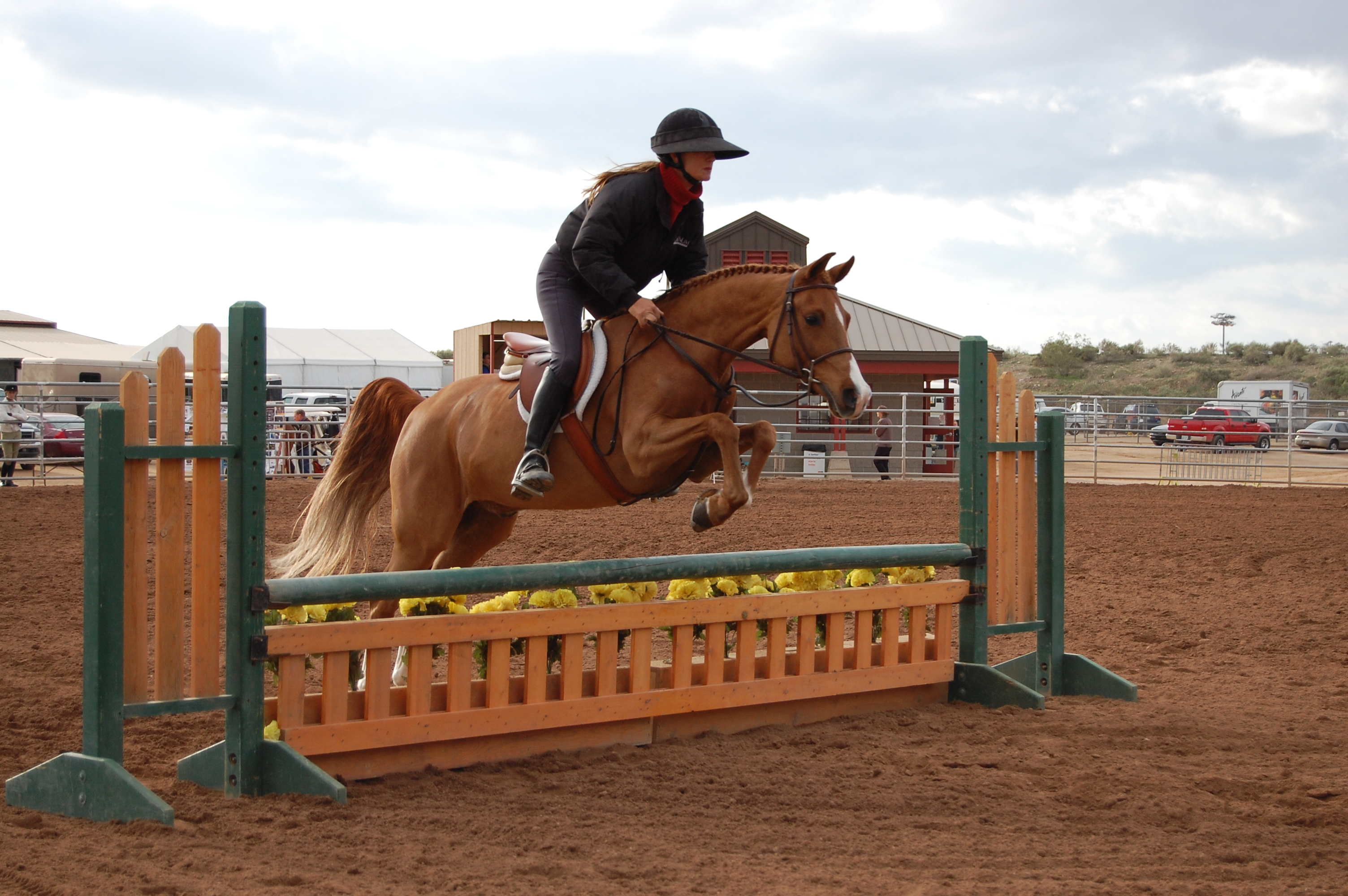
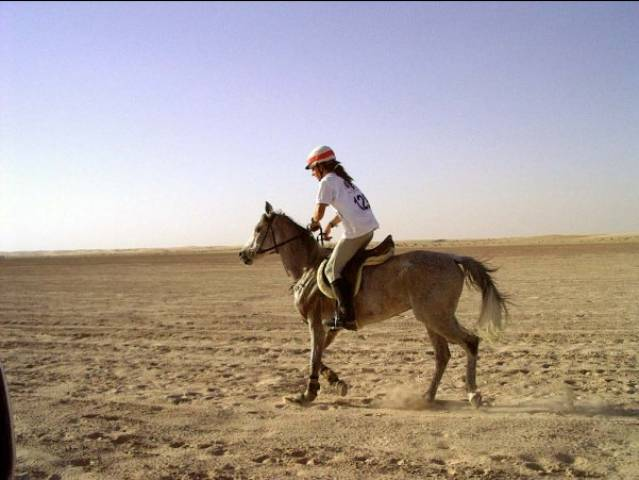
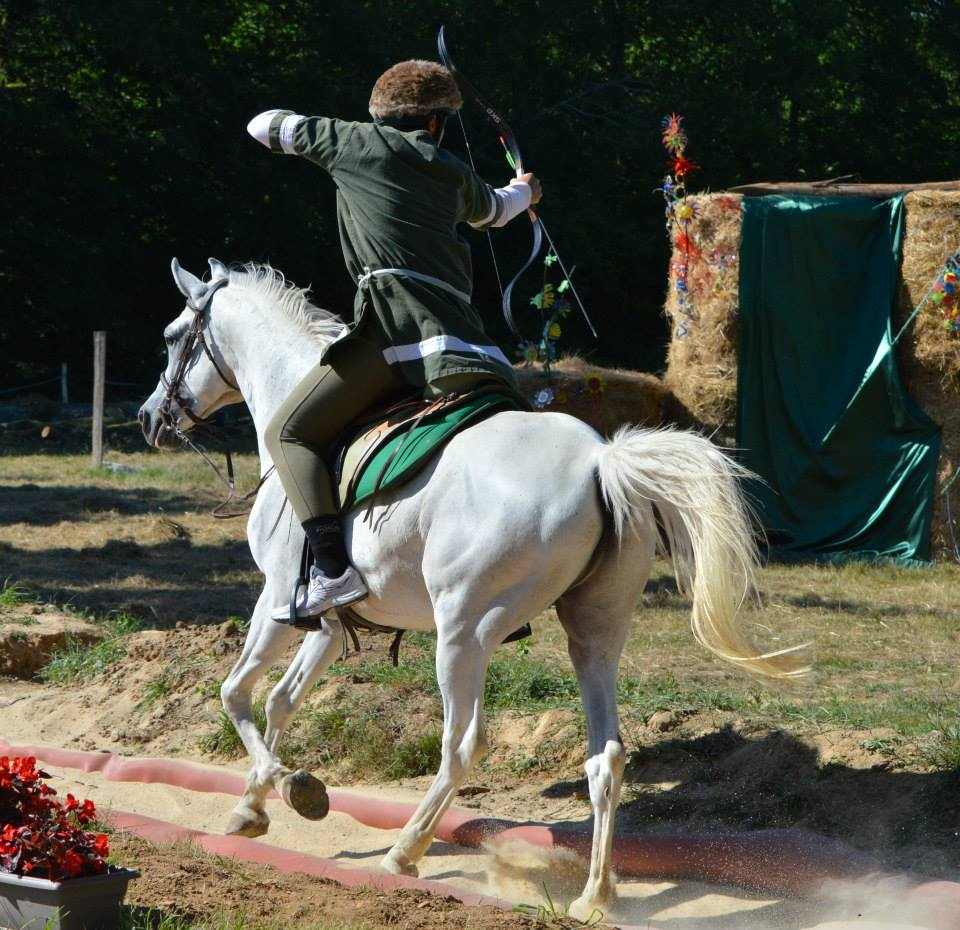
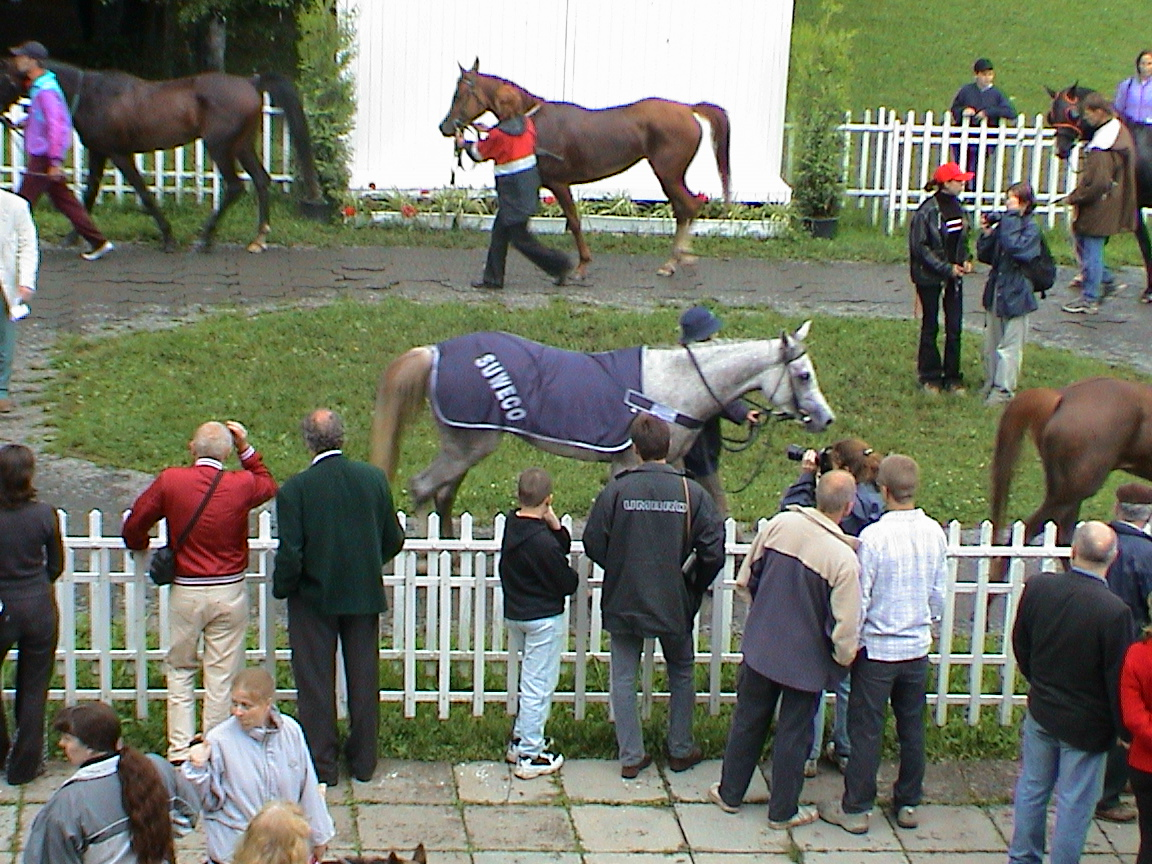
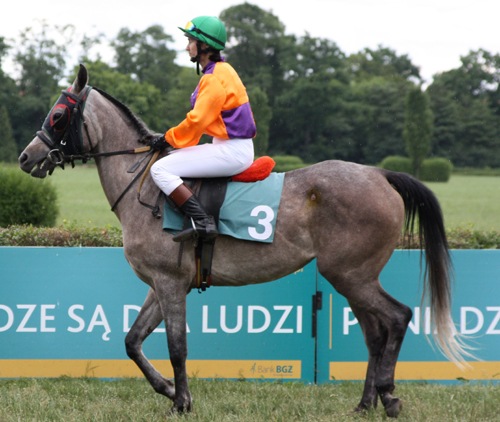
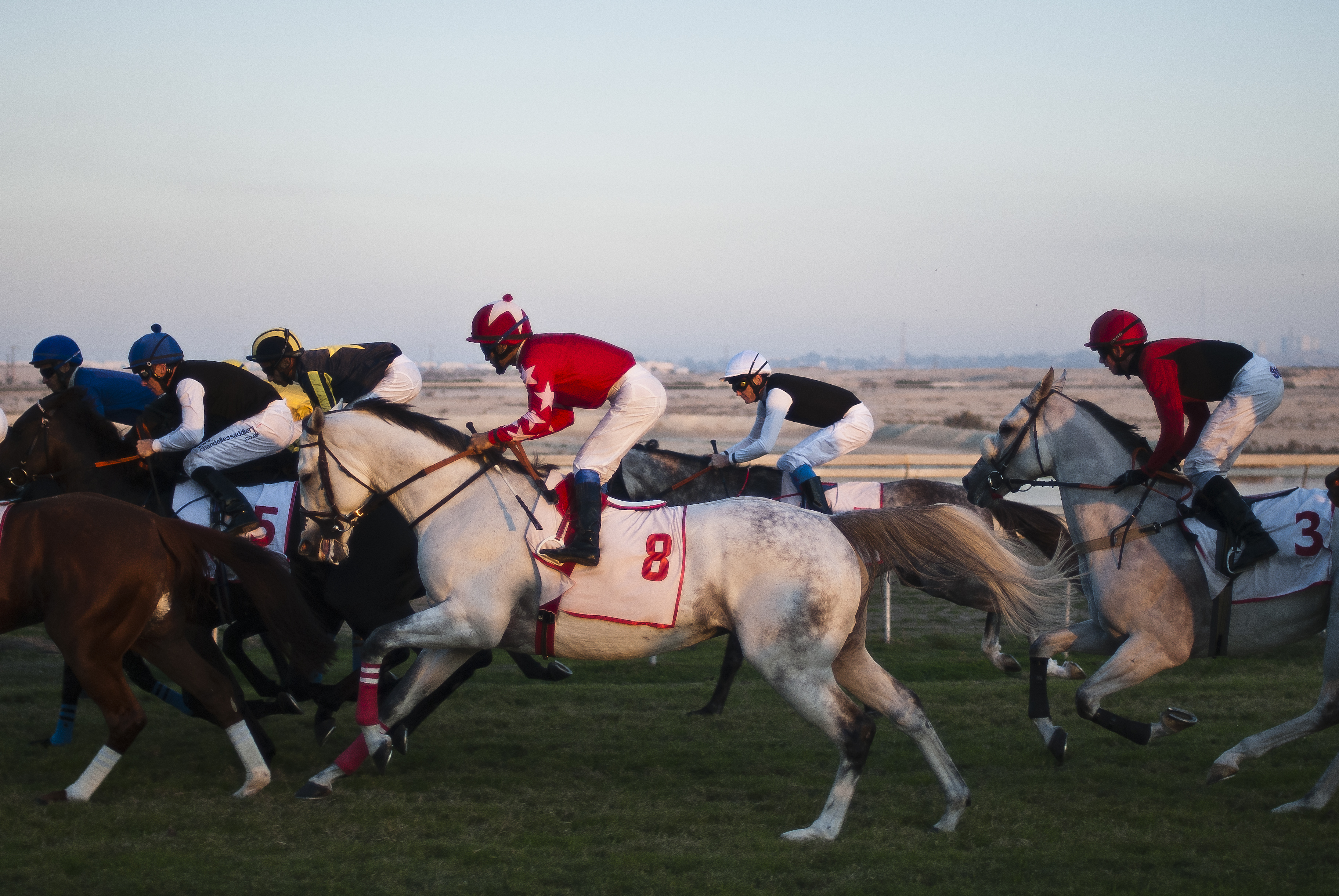
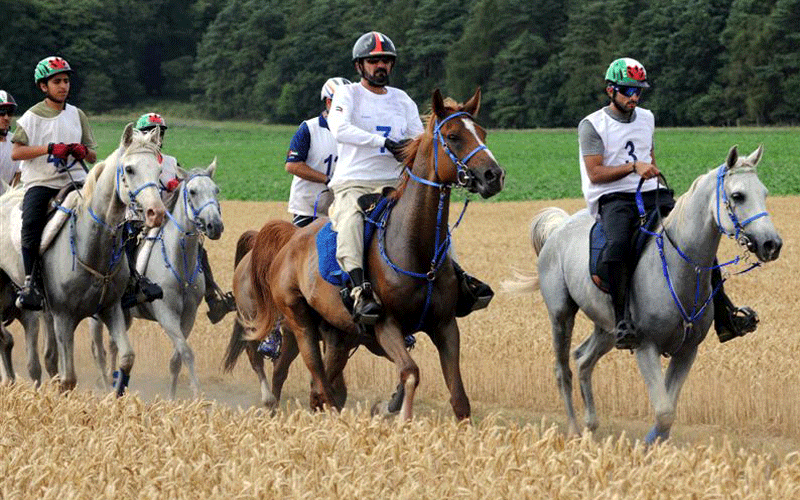
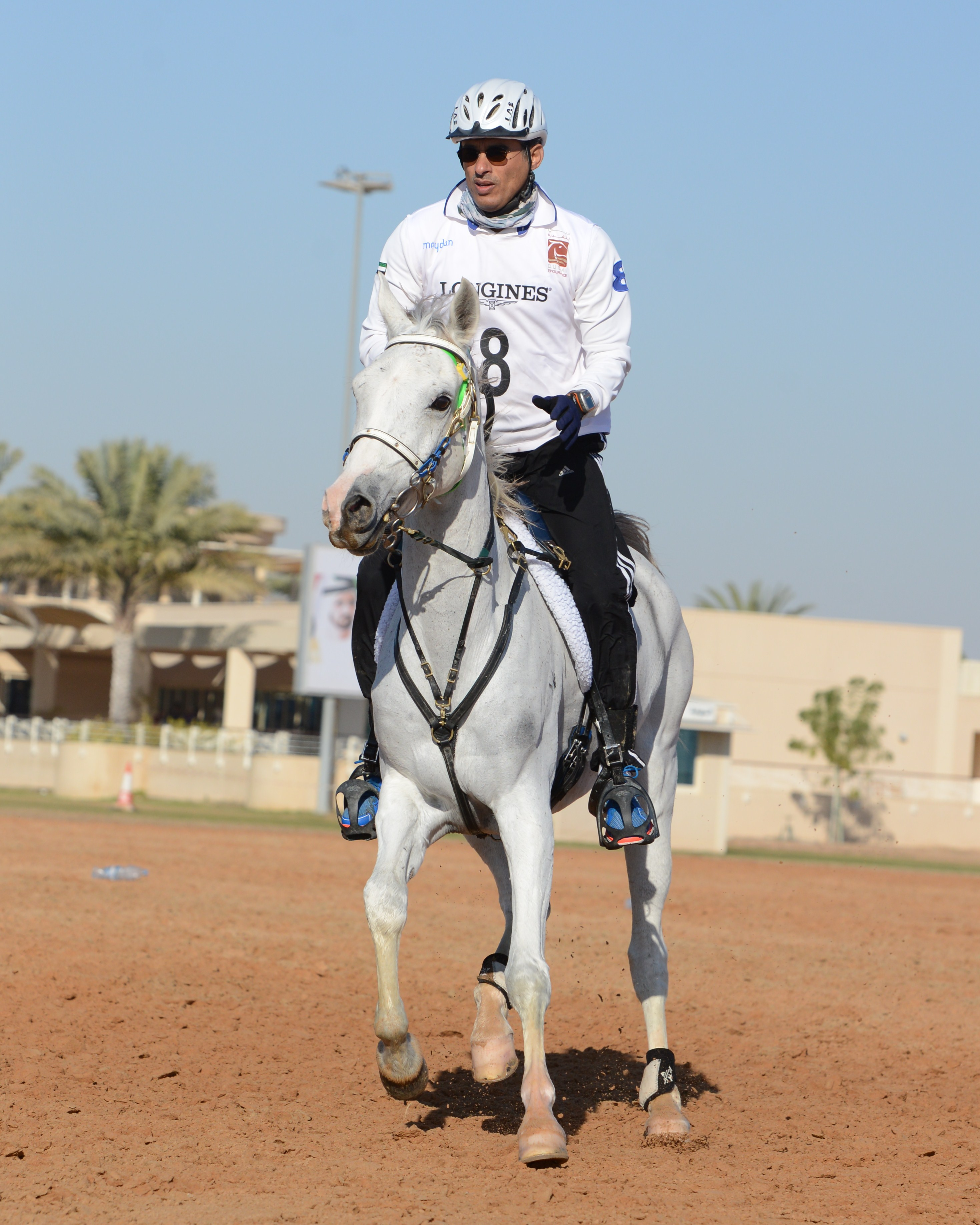

## Історія

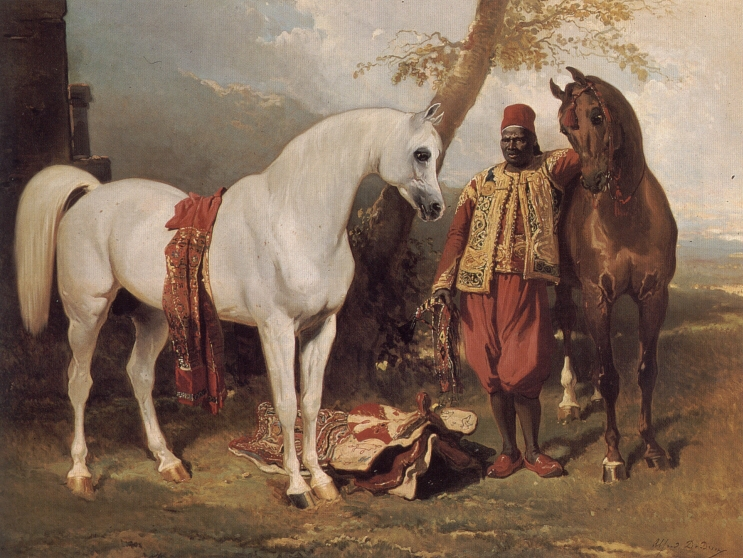
Арабські коні 19 ст.

В Європі широко відомий з 11—12 ст., хоча перші згадки про арабського коня датуються більш ніж 4,500 років тому. На початковому етапі формування арабської породи коні розвинулися в пустельному кліматі та високо цінувалися бедуїнами, які часто тримали їх в своїх наметах для захисту від негоди та крадіїв. Зараз коней арабської чистокровної породи можна віднайти в будь-якому куточку світу з цілою низкою можливостей для їх експлуатації, що вплинуло на наявність багатьох типів всередині породи та велике різноманіття генетично споріднених до арабських коней порід.

## Арабський кінь в Україні

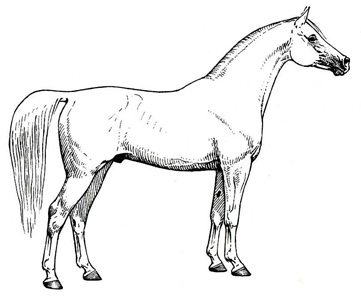
Морфотип арабського коня

Історично відомо, що арабські коні були використані задля формування орловської рисистої породи, чистокровних верхових коней, тракененського коня та багатьох інших порід, витончені риси котрих помітні і сьогодні, навіть у коней невідомого походження. Потрапити на територію України арабські коні могли як безпосередньо з Південного Сходу, звідки береться їх коріння, так і з сусідніх держав, де чистокровних скакунів і досі розводять у великих кількостях. Цікавим фактом є існування арабських коней українського розведення, що проживали та давали потомків не тільки на території України, інформацію про українське походження кличок таких коней можна віднайти завдяки збереженим родоводам і викарбуваними на них іменам, складеними з притаманних лише українській мові слів і словосполучень.
В Україні передовим господарством з розведення арабської породи коней тривалий час був Ягільніцький кінний завод (село Нагорянка, Чортківський район, Тернопільська область). З початком ХХІ ст. стан арабського конярства в Україні погіршився до незадовільного.
У березні 2019 року Міжнародна організація арабських коней офіційно визнала Українську Племінну Книгу Арабських коней, координовану організацією «Українське об'єднання власників коней арабської породи» (УОВАК), яка є філією громадської спілки «Асоціація кіннозаводчиків України» (АКУ), членами якої є власники арабських коней та інші особи, які зацікавлені у розвитку конярства в Україні.